# گلادیس گیل
گلادیس گیل (انگلیسی: Gladys Gale؛ ‏ ۱۵ ژانویهٔ ۱۸۹۱ – ۴ اکتبر ۱۹۴۸) بازیگر اهل ایالات متحده آمریکا بود.
از فیلم‌هایی که وی در آن‌ها نقش داشته‌است، می‌توان به آقای اسمیت به واشینگتن می‌رود، کارناوال، برادوی بیل، جعبه موسیقی و زن باهوش اشاره نمود.